# فهرست دیدارهای والیبال ایران و لهستان
تیم ملی ایران و تیم ملی لهستان تاکنون ۲۸ بار در دیدارهای رسمی در مقابل یکدیگر قرار گرفته‌اند. حاصل این دیدارها، ۱۰ برد برای ایران و ۱۸ برد برای لهستان می‌باشد.

## اولین بازی
اولین بازی بین این دو تیم در تاریخ ۱۴ نوامبر در شهر ساپورو در قهرمانی جهان ۱۹۹۸ برگزار شد که با نتیجه سه بر صفر به سود لهستان به پایان رسید.

## فهرست کلی بازیها
| #                              | تیم   | نتیجه بازی | تیم    | عنوان مسابقات               |
| ------------------------------ | ----- | ---------- | ------ | --------------------------- |
| ۱                              | ایران | ۰–۳        | لهستان | قهرمانی جهان ۱۹۹۸           |
| ۲                              | ایران | ۱–۳        | لهستان | جام بزرگ قهرمانان جهان ۲۰۰۹ |
| ۳                              | ایران | ۳–۲        | لهستان | جام جهانی ۲۰۱۱              |
| ۴                              | ایران | ۳–۱        | لهستان | لیگ جهانی ۲۰۱۴              |
| ۵                              | ایران | ۳–۰        | لهستان | لیگ جهانی ۲۰۱۴              |
| ۶                              | ایران | ۱–۳        | لهستان | لیگ جهانی ۲۰۱۴              |
| ۷                              | ایران | ۰–۳        | لهستان | لیگ جهانی ۲۰۱۴              |
| ۸                              | ایران | ۲–۳        | لهستان | قهرمانی جهان ۲۰۱۴           |
| ۹                              | ایران | ۱–۳        | لهستان | لیگ جهانی ۲۰۱۵              |
| ۱۰                             | ایران | ۲–۳        | لهستان | لیگ جهانی ۲۰۱۵              |
| ۱۱                             | ایران | ۳–۲        | لهستان | لیگ جهانی ۲۰۱۵              |
| ۱۲                             | ایران | ۱–۳        | لهستان | لیگ جهانی ۲۰۱۵              |
| ۱۳                             | ایران | ۲–۳        | لهستان | جام جهانی ۲۰۱۵              |
| ۱۴                             | ایران | ۳–۱        | لهستان | انتخابی بازی‌های المپیک ۲۰۱۶ |
| ۱۵                             | ایران | ۲–۳        | لهستان | بازی‌های المپیک ۲۰۱۶         |
| ۱۶                             | ایران | ۳–۱        | لهستان | لیگ جهانی ۲۰۱۷              |
| ۱۷                             | ایران | ۰–۳        | لهستان | لیگ جهانی ۲۰۱۷              |
| ۱۸                             | ایران | ۳–۰        | لهستان | لیگ ملت‌ها ۲۰۱۸              |
| ۱۹                             | ایران | ۰–۳        | لهستان | قهرمانی جهان ۲۰۱۸           |
| ۲۰                             | ایران | ۳–۲        | لهستان | لیگ ملت‌ها ۲۰۱۹              |
| ۲۱                             | ایران | ۱–۳        | لهستان | لیگ ملت‌ها ۲۰۱۹              |
| ۲۲                             | ایران | ۰–۳        | لهستان | جام جهانی ۲۰۱۹              |
| ۲۳                             | ایران | ۰–۳        | لهستان | لیگ ملت‌ها ۲۰۲۱              |
| ۲۴                             | ایران | ۳–۲        | لهستان | بازی‌های المپیک ۲۰۲۰         |
| ۲۵                             | ایران | ۳–۲        | لهستان | لیگ ملت‌ها ۲۰۲۲              |
| ۲۶                             | ایران | ۲–۳        | لهستان | لیگ ملت‌ها ۲۰۲۲              |
| ۲۷                             | ایران | ۲–۳        | لهستان | لیگ ملت‌ها ۲۰۲۳              |
| ۲۸                             | ایران | ۲–۳        | لهستان | لیگ ملت‌ها ۲۰۲۵              |
| برد ایران: ۱۰ / برد لهستان: ۱۸ |       |            |        |                             |